# Mike Clifton
Michael „Mike“ Clifton (* 1970 in Kalifornien) ist ein US-amerikanischer Programmierer.

## Leben
Mike Clifton wurde 1970 in Kalifornien geboren und programmierte im Jahr 1994 die Shareware-Programme Mechanisto (ein 3D-Programm für Macintosh) und Sculptor. Auch an den Produktionen von PhotoVista, RealVR Player, Reality Studio und LM Stitch war er beteiligt. 1995 war Mike Clifton Angestellter von Apple. Er wirkte an Photoshop CS3 und CS4 mit. Von 1997 bis 1999 entwickelte er das 3D-Grafik-Tool sPatch. 1999, gründete er LostMarble und begann die Software Moho zu entwickeln. Teile von sPatch gingen in Moho auf. Zusätzlich entwickelte er Papagayo, ein Open-Source-Lippensynchronisationsprogramm. Im Jahr 2006 verkaufte Clifton wegen Stress Moho an eFrontier. Die neuen Eigentümer übernahmen Marketing, während Clifton die Software weiterentwickelte. Wenig später ging das Produkt an Smith Micro Software und wurde in Anime Studio umbenannt. 2009 war Clifton Angestellter von Smith Micro Software.